# Элара (спутник)
Эла́ра (от др.-греч. Ἐλάρα) — нерегулярный спутник Юпитера, известный также как Юпитер VII.

## Открытие
Был обнаружен астрономом Чарлзом Перрайном 2 января 1905 года в Ликской обсерватории. Назван в честь персонажа греческих мифов Элары, возлюбленной Зевса. Официальное название получил только в 1975 году.

## Орбита
Элара совершает полный оборот вокруг Юпитера на расстоянии в среднем 11 741 000 км за 259,64 дней. Эксцентриситет орбиты составляет 0,22, наклон к локальной плоскости Лапласа — 26,6°. Принадлежит к группе Гималии.

## Физические характеристики
Элара имеет диаметр в среднем 86 км. Плотность оценивается 2,6 г/см³. Предположительно состоит из силикатных пород. Поверхность очень тёмная, альбедо составляет 0,04. Звёздная величина равна 16,3m. За 12 часов совершает оборот вокруг своей оси.